# Apodrassodes
Apodrassodes là một chi nhện trong họ Gnaphosidae.